# Speedway Grand Prix 1999
Speedway Grand Prix 1999 kördes över 6 omgångar.

## Delsegrare
| Datum        | Stad      | Vinnare          |
| ------------ | --------- | ---------------- |
| 8 maj        | Prag      | Tomasz Gollob    |
| 4 juni       | Linköping | Mark Loram       |
| 3 juli       | Wrocław   | Tomasz Gollob    |
| 31 juli      | Coventry  | Tony Rickardsson |
| 28 augusti   | Bydgoszcz | Hans Nielsen     |
| 25 september | Vojens    | Tony Rickardsson |

## Slutställning
| Plats | Förare           | Poäng |
| ----- | ---------------- | ----- |
| 1     | Tony Rickardsson | 111   |
| 2     | Tomasz Gollob    | 98    |
| 3     | Hans Nielsen     | 76    |
| 4     | Jimmy Nilsen     | 73    |
| 5     | Mark Loram       | 71    |
| 6     | Joe Screen       | 68    |
| 7     | Leigh Adams      | 67    |
| 8     | Jason Crump      | 66    |
| 9     | Greg Hancock     | 62    |
| 10    | Ryan Sullivan    | 55    |